# Latiidae
Latiidae is een familie van weekdieren uit de klasse van de Gastropoda (slakken).

## Geslacht
- Latia Gray, 1850